# Owen D. Young
Owen D. Young (27 octobre 1874 - 11 juillet 1962) est un industriel, homme d'affaires, homme de loi et diplomate américain. Il est connu pour avoir présidé la seconde renégociation du traité de Versailles en 1929.

## Biographie
Young pratique d'abord le droit jusqu'en 1912 avant d'être nommé conseiller général de la compagnie General Electric, puis président de 1922 à 1939.
En 1919, il crée la Radio Corporation of America (RCA) et participe également au lancement de la National Broadcasting Company (NBC) en 1926. 
En tant que membre du premier comité chargé d'étudier la question de la dette allemande après la Première Guerre mondiale, il participe, en tant que président, au second comité qui aboutit au plan Young signé à Paris le 7 juin 1929. Ce plan allège la dette de l'Allemagne par rapport aux accords conclus en 1924 dans le cadre du plan Dawes. La Grande Dépression va cependant différer la mise en œuvre du plan. La prise du pouvoir en 1933 par Hitler lui met un terme définitif.
Il est nommé « Personnalité de l'année » en 1929 par l'hebdomadaire américain Time. Il se retire en 1939 dans une ferme. Il reçoit plusieurs distinctions honorifiques avant son décès en 1962.